# Metodo di Rideal-Stewart
Il metodo di Rideal-Stewart è una variante del metodo di Winkler per la determinazione dell'ossigeno disciolto in acqua, applicabile in presenza di elevate concentrazioni di ferro(II).
Il campione viene acidificato con H2SO4 e si aggiunge il KMnO4.
Se la concentrazione di ferro(II) è molto elevata (100-200 mg/L), si aggiunge KI e si titola subito dopo l'acidificazione.
Si aggiunge K2C2O4.
A questo punto si aggiunge MnSO4 e KI, si acidifica con H2SO4 e si titola con tiosolfato, come nel metodo di Winkler.